# Hlince
Hlince (en allemand : Hlintsch) est une commune du district de Plzeň-Nord, dans la région de Plzeň, en République tchèque. Sa population s'élevait à 73 habitants en 2022.

## Géographie
Hlince est arrosée par la Berounka, un affluent de la Vltava, et se trouve à 11 km à l'est-sud-est de Kralovice, à 30 km au nord-est du centre de Plzeň et à 60 km à l'ouest-sud-ouest de Prague.
La commune est limitée par Všehrdy, Holovousy et Studená au nord, par la Berounka et les communes de Chlum à l'est au sud, et par Kladruby au sud-ouest et à l'ouest.

## Histoire
La première mention écrite de la localité date de 1361.

## Administration
La commune de Hlince compte deux hameaux : Dolany et Ptyč.

## Galerie

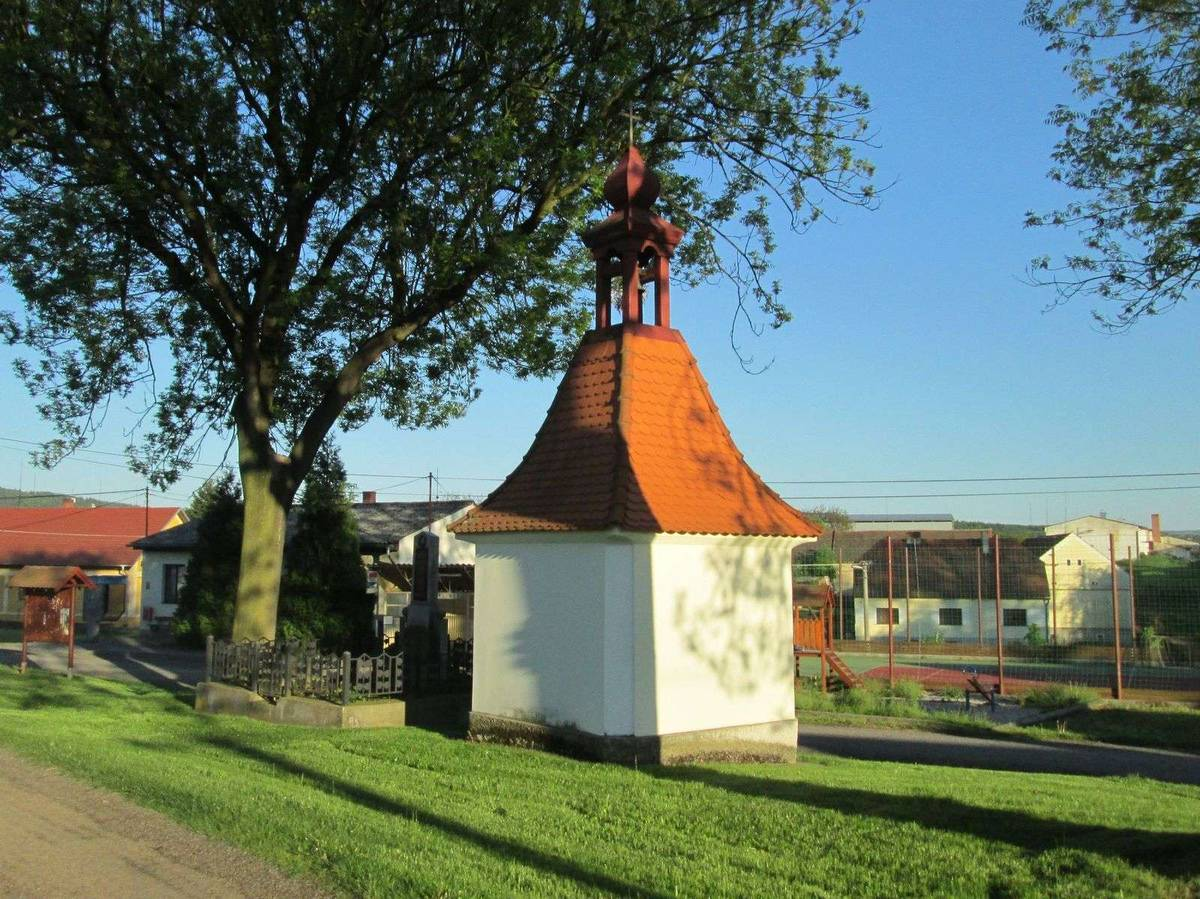
Chapelle à Hlince.
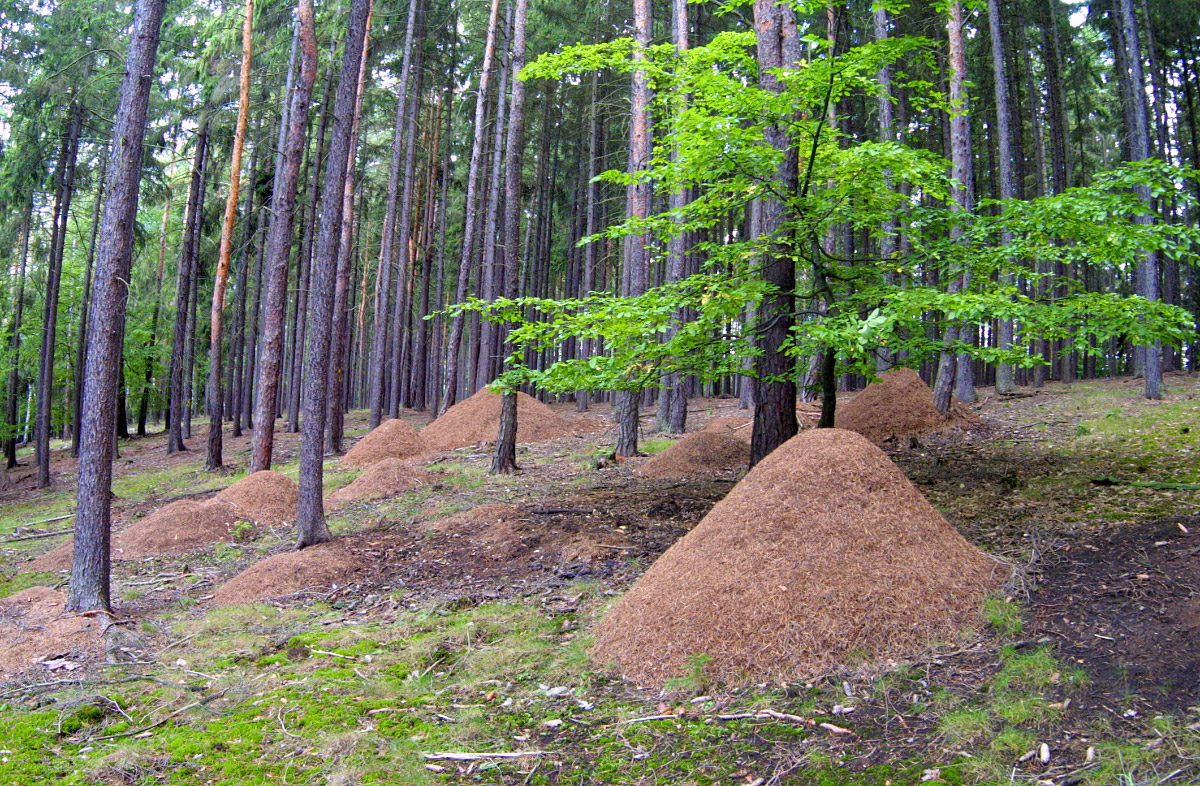
Forêt de Hlince : fourmilières de Formica rufa.

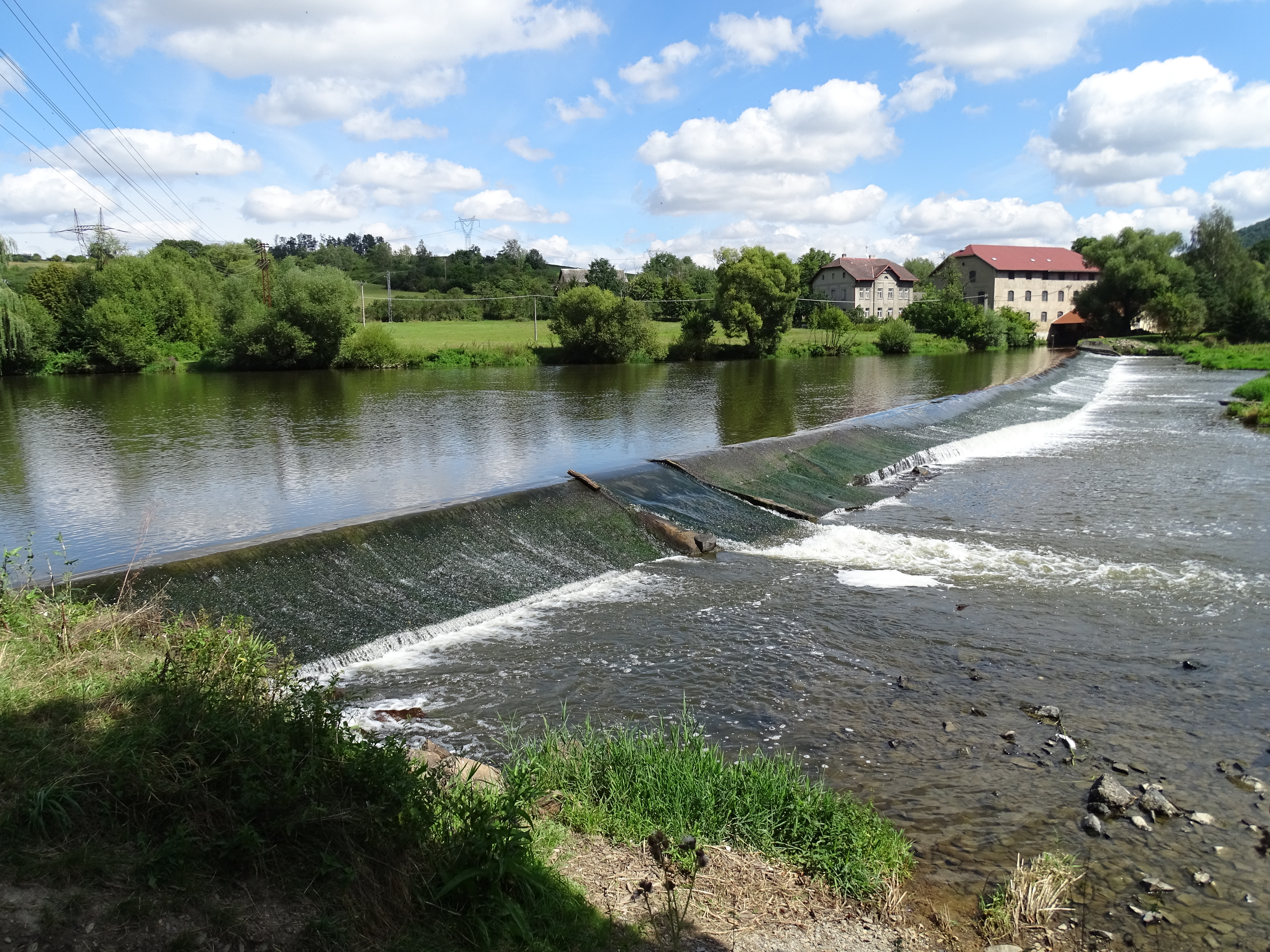
Moulin de Lejskův sur la Berounka.

## Transports
Par la route, Hlince se trouve à 13 km de Kralovice, à 43 km de Plzeň et à 90 km de Prague. 